# 시에라리온의 역사
시에라리온은 적어도 2,500년 전에 아프리카 원주민들이 처음으로 거주하게 되었다. 림바족은 시에라리온에 거주한 것으로 알려진 최초의 부족이다. 열대 우림은 이 지역을 다른 서아프리카 문화로부터 부분적으로 고립시켰고, 폭력과 지하드로부터 탈출하는 사람들의 피난처가 되었다. 시에라리온은 포르투갈 탐험가 페드로 드 신트라가 1462년에 이 지역을 지도에 표시했다. 프리타운 하구는 선박들이 식수를 보호하고 보충할 수 있는 좋은 천연 항구를 제공했고, 해안과 대서양 횡단 무역이 사하라 횡단 무역을 대체하면서 국제적인 관심을 받았다.
16세기 중반, 마네족이 침입하여 거의 모든 해안 원주민을 정복하고 시에라리온을 군사화했다. 마네족은 곧 지역 주민들과 섞였고, 여러 군주국과 왕국들은 유럽의 노예 무역상들에게 많은 포로들이 팔리면서 지속적인 분쟁 상태로 남아있었다. 대서양 노예 무역은 시에라리온에 큰 영향을 미쳤으며, 17세기와 18세기에 이 무역이 번성했고, 이후 1807년 무역이 폐지되면서 노예제도 반대 노력의 중심지가 되었다. 영국의 노예제 폐지론자들은 프리타운에 흑인 왕당파를 위한 식민지를 조직했고, 이곳은 영국령 서아프리카의 수도가 되었다. 노예선을 요격하기 위해 해군 함대가 그곳에 주둔했고, 해방된 아프리카인들이 풀려나면서 식민지는 빠르게 성장했고, 나폴레옹 전쟁에서 영국을 위해 싸웠던 아프리카 병사들과 합류했다. 흑인 정착민들의 후손들은 크리올 또는 크리오라고 총칭되었다.
식민지 시대 동안 영국과 크리올은 주변 지역에 대한 지배력을 높여 상업이 방해받지 않도록 평화를 확보했고, 노예 무역과 치프들 간의 전쟁을 억제했다. 1895년 영국은 시에라리온의 국경을 그어 보호령으로 선포했고, 이에 따라 무장 저항과 1898년 허트 조세 전쟁이 발발했다. 그 후, 크리올이 정치적 권리를 찾고, 식민지 고용주들에 반대하는 노동조합들이 결성되었으며, 농민들이 그들의 수장들로부터 더 큰 정의를 추구함에 따라 반대와 개혁이 있었다.
시에라리온은 근대 아프리카의 정치적 자유와 민족주의에 중요한 역할을 했다. 1950년대에 새로운 헌법이 제정되어 이전에 따로 통치하던 크라운 식민지와 보호령이 통합되었다. 시에라리온은 1961년 4월 27일 영국으로부터 독립하여 영연방의 일원이 되었다. 민족적, 언어적 분열은 멘데족, 템네족, 크리올이 경쟁 세력으로서 국가 통합에 걸림돌로 남아있다. 독립 이후 약 절반의 세월이 독재 정부나 내전으로 점철되었다.

## 초기 역사

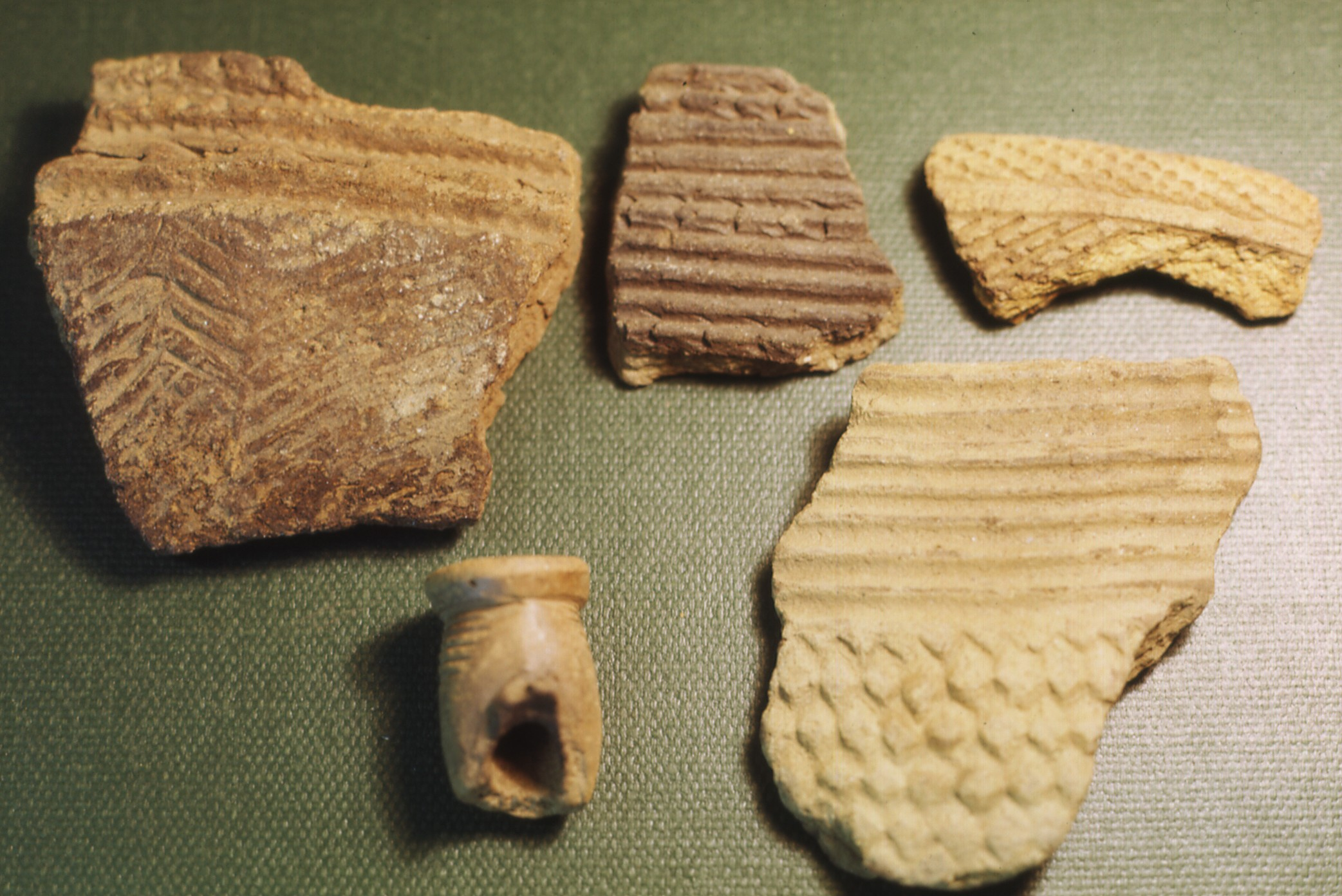
카마바이 바위 대피소에서 나온 선사시대 도자기 파편

고고학적 발견들은 시에라리온이 적어도 2,500년 동안 지속적으로 거주해왔다는 것을 보여주며, 아프리카 다른 지역에서 온 사람들의 연속적인 이동에 의해 거주되었다. 철의 사용은 9세기에 시에라리온에 도입되었고, 10세기 말에 해안 부족들에 의해 농업이 행해졌다.
시에라리온의 울창한 열대 우림은 이 땅을 다른 아프리카 문화와 이슬람의 확산으로부터 부분적으로 고립시켰다. 이것은 사헬 왕국, 폭력, 지하드에 의한 정복으로부터 탈출하는 사람들을 위한 피난처가 되었다.
시에라리온과의 유럽 접촉은 서아프리카에서 처음이었다. 1462년 포르투갈의 탐험가 페드로 드 신트라가 현재의 프리타운 항구를 둘러싼 언덕들을 지도화하여, 기묘한 모양의 대형인 세라 료아(포르투갈어: Serra Lyoa)라고 이름 붙였다.
이 시기에 이 나라에는 정치적으로 독립된 수많은 원주민 집단들이 살고 있었다. 몇몇 다른 언어들이 사용되었지만, 종교의 유사성이 있었다. 해안 우림 지대에는 셰르브로강 하구와 프리타운 강 하구 사이의 벌롬어 화자, 프리타운 하구 북쪽의 로코어 화자, 리틀 스칼시강 하구에서 발견된 템어 화자, 림바어 화자 등이 있었다. 이 모든 땅의 북쪽 언덕이 많은 사바나에는 수수인과 풀라인이 있었다. 수족은 강 계곡을 따라 해안 사람들과 정기적으로 교역하면서 소금, 풀라족에 의해 짜여진 옷, 철공, 금을 가져왔다.

## 유럽 접촉
포르투갈 선박들은 15세기 후반에 시에라리온을 정기적으로 방문하기 시작했고, 한동안 프리타운 하구의 북쪽 해안에 요새를 유지했다. 이 하구는 세계에서 가장 큰 자연 심해 항구 중 하나이며, 서아프리카의 풍랑 해안에 있는 몇 안 되는 좋은 항구 중 하나이다. 이 곳은 곧 유럽 선원들이 즐겨 찾는 곳으로, 식수를 보호하고 보충하기 위한 목적지가 되었다. 포르투갈 선원들 중 일부는 영구적으로 남아 현지인들과 교역하고 결혼하였다.

## 초기 독립

### 밀턴 마가이 경 행정부
1961년 4월 27일 밀턴 마가이 경은 시에라리온을 영국으로부터 독립시키고 그 나라의 첫 총리가 되었다. 시에라리온은 의회제를 유지했고 영연방의 일원이었다. 1962년 5월 시에라리온은 독립 국가로서 첫 총선을 치렀다. 시에라리온 인민당(SLPP)은 의회에서 다수 의석을 차지했으며, 밀턴 마가이 경은 총리로 재선되었다. 독립 직후에는 광물자원의 자금이 개발 및 은잘라 대학교 설립에 사용되면서 번영하였다.
밀턴 마가이 경은 그의 집권 기간 동안 시에라리온인들 사이에서 매우 인기가 있었다. 그의 성격의 중요한 측면은 자기 체면이었고, 그는 부패하지도 않았고 그의 권력이나 지위를 아낌없이 과시하지도 않았다. 그의 정부는 다당제 정치 제도와 상당히 실행 가능한 대표제도와 함께 법치와 권력 분립의 개념에 기초했다. 마가이는 시에라리온을 큰 분쟁 없이 이끌기 위해 자신의 보수 이념을 이용했다. 그는 다양한 민족을 만족시킬 수 있는 분명한 안목으로 정부 관리들을 임명했다. 마가이는 정치 집단과 지방에서 가장 중요한 추장들 사이에 정치적 권력을 공유함으로써 정치의 중개 스타일을 이용했다.

### 앨버트 마가이 경 행정
1964년 밀턴 마가이가 사망하자, 그의 이복동생 앨버트 마가이가 총리로 임명되었다. 시에라리온 외무장관 존 카레파스마트는 앨버트의 SLPP 지도부직 승계에 의문을 제기하였다. 카레파스마트는 마가이가 SLPP 지도부를 박탈하려는 시도에서 의회에서 거의 지지를 받지 못했다. 마가이가 총리로 취임한 직후, 그는 그의 형의 정부 아래에서 일했던 몇몇 고위 관료들을 반역자로 간주하고 그의 정부에 대한 위협으로 간주하여 즉시 해임하였다.
그의 형 밀턴 경과는 달리, 앨버트 마가이는 반대파인 전인민대표대회(APC)에 반대하는 여러 법률의 제정과 일당제 국가 수립을 포함한 시위에 대응하여 점점 더 권위주의적인 행동에 의지하였다. 그의 죽은 형과는 달리, 앨버트 경은 국가의 최고 수장들의 행정권한을 허용하는 식민지의 유산에 반대했고, 그는 거의 모두가 이전 행정부의 강력한 지지자이자 주요 동맹자였던 전국의 집권당들의 존재에 위협으로 여겨졌다. 1967년 프리타운에서 앨버트 경의 정책에 반대하는 폭동이 일어났다. 이에 대응하여, 마가이는 전국에 비상사태를 선포했다. 그는 부패와 자신의 멘데족에 유리한 차별 철폐 정책으로 고발되었다.
앨버트 경은 권력을 영구히 유지할 수 있는 기회가 있었지만, 기회가 주어졌을 때조차도 그렇게 하지 않기로 결정했다. 그는 경찰과 군대를 자신의 편에 두었고, 권력을 유지하려는 야망을 성취하는 것을 막을 수 있는 것은 아무것도 없었지만, 그는 그러지 않기로 선택했고 자유롭고 공정한 선거를 요구했다.

### 3번의 군사 쿠데타
1967년 시에라리온 총선에서 SLPP를 누르고 APC의 당수 시아카 스티븐스가 자유당 총리로 취임했다. 취임한 지 몇 시간 만에 스티븐스는 1964년 랜서나를 그 자리에 임명했던 앨버트 마가이의 가까운 동맹인 육군 사령관 데이비드 랜서너 준장이 이끄는 무혈 쿠데타로 축출되었다. 란사나는 스티븐스를 프리타운에서 가택 연금에 처했고, 총리직의 결정은 부족 대표들의 선거를 기다려야 한다고 주장했다. 3월 23일, 앤드루 주슨스미스 준장이 이끄는 시에라리온군의 고위 장교들이 정부의 통제권을 장악하고, 란사나를 체포하고, 헌법을 정지시키는 등 이 행동을 전복시켰다. 이 단체는 국가개혁위원회(NRC)로 구성되었으며, 그 의장이자 총독이 주슨스미스는 국가개혁위원회(NRC)이다. 1968년 4월 18일, 존 아마두 뱅구라 준장이 이끄는 반부패 혁명운동(ACRM)이라는 군 고위 장교들이 NRC 군정을 전복시켰다. ACRM 군정은 많은 NRC 고위 구성원을 체포했다. 민주주의 헌법이 복원되었고, 스티븐스가 총리로 취임하면서 다시 권력을 되찾았다.

## 스티븐스 정부 및 일당제 국가
시아카 스티븐스는 큰 희망과 야망을 가지고 1968년에 권력을 잡았다. 그는 다당제 정치를 옹호했기 때문에 많은 신뢰를 얻었다. 스티븐스는 사회주의 원칙 아래 부족들을 하나로 모으는 강령에서 선거운동을 했었다. 집권 초기 10여 년 동안 스티븐스는 자신의 전임자인 SLPP의 앨버트 마가이와 NRC의 앤드루 주슨스미스가 계약한 소위 "쓸데없는 선금융 제도" 중 일부를 재협상했다. 스티븐스는 국가의 정유소, 정부 소유의 케이프 시에라 호텔, 시멘트 공장을 재정비했다. 그는 빅토리아 공원에 교회와 모스크를 짓는 주슨스미스의 건축을 취소했다. 스티븐스는 나중에 지방과 도시 사이의 거리를 연결하는 노력을 시작했다. 지방에는 도로와 병원이 건설되었고, 프리타운에서는 가장 중요한 족장들과 지방 사람들이 중요한 세력이 되었다.
여러 쿠데타 시도(실제적이고 인식된)의 압력 아래 스티븐스의 통치는 점점 더 권위주의적이 되었고, 그의 열렬한 지지자들과의 관계는 악화되었다. 그는 폭력과 협박을 통해 SLPP를 총선에서의 경쟁 정치에서 제거했다. 군부의 지원을 유지하기 위해 스티븐스는 인기 있는 존 아마두 뱅구라를 시에라리온 군대의 수장으로 유지했다.
민정으로 돌아온 후, 1968년 가을부터 재보궐 선거가 실시되었고 APC 내각이 임명되었다. 평온이 완전히 회복되지 않았다. 1968년 11월, 주의 불안이 스티븐스로 하여금 비상사태를 선포하게 하였다.
시에라리온군의 많은 고위 장교들은 스티븐스의 정책에 크게 실망했지만, 아무도 스티븐스와 공개적으로 대면할 수 없었다. 스티븐스를 총리로 복직시킨 반구라 준장은 스티븐스를 제동을 걸 수 있는 유일한 인물로 널리 여겨졌다. 군대는 뱅구라에게 헌신적이었고, 일부에서는 이것이 스티븐스에게 잠재적으로 위험하게 만들었다고 믿었다. 1970년 1월, 뱅구라는 스티븐스 정부에 대항하여 쿠데타를 모의한 혐의로 체포되어 기소되었다. 몇 달 동안 계속된 재판 후에, 뱅구라는 유죄 판결을 받았고 사형을 선고 받았다. 그는 1970년 3월 29일 프리타운에서 교수형을 당했다. 스티븐스는 하급 장교인 조지프 사이두 모모를 시에라리온 군의 수장으로 임명했다. 모모 소장은 스티븐스에게 매우 충성스러운 동맹자였다.
1971년 3월 23일, 존 아마두 뱅구라 준장의 충실한 군인들이 스티븐스 정부에 대항하여 프리타운과 다른 지역에서 반란을 일으켰다. 반역죄로 유죄 판결을 받고 파뎀바 로드 교도소에 7년 동안 수감된 포다이 상코 상병을 포함한 몇몇 군인들이 반란에 연루되어 체포되었다. 스티븐스가 가까운 동맹국인 기니의 대통령 아메드 세쿠 투레의 요청에 따라, 기니의 군인들은 정부를 보호하기 위해 1971년부터 1973년까지 시에라리온에 주둔했다.

## 내전

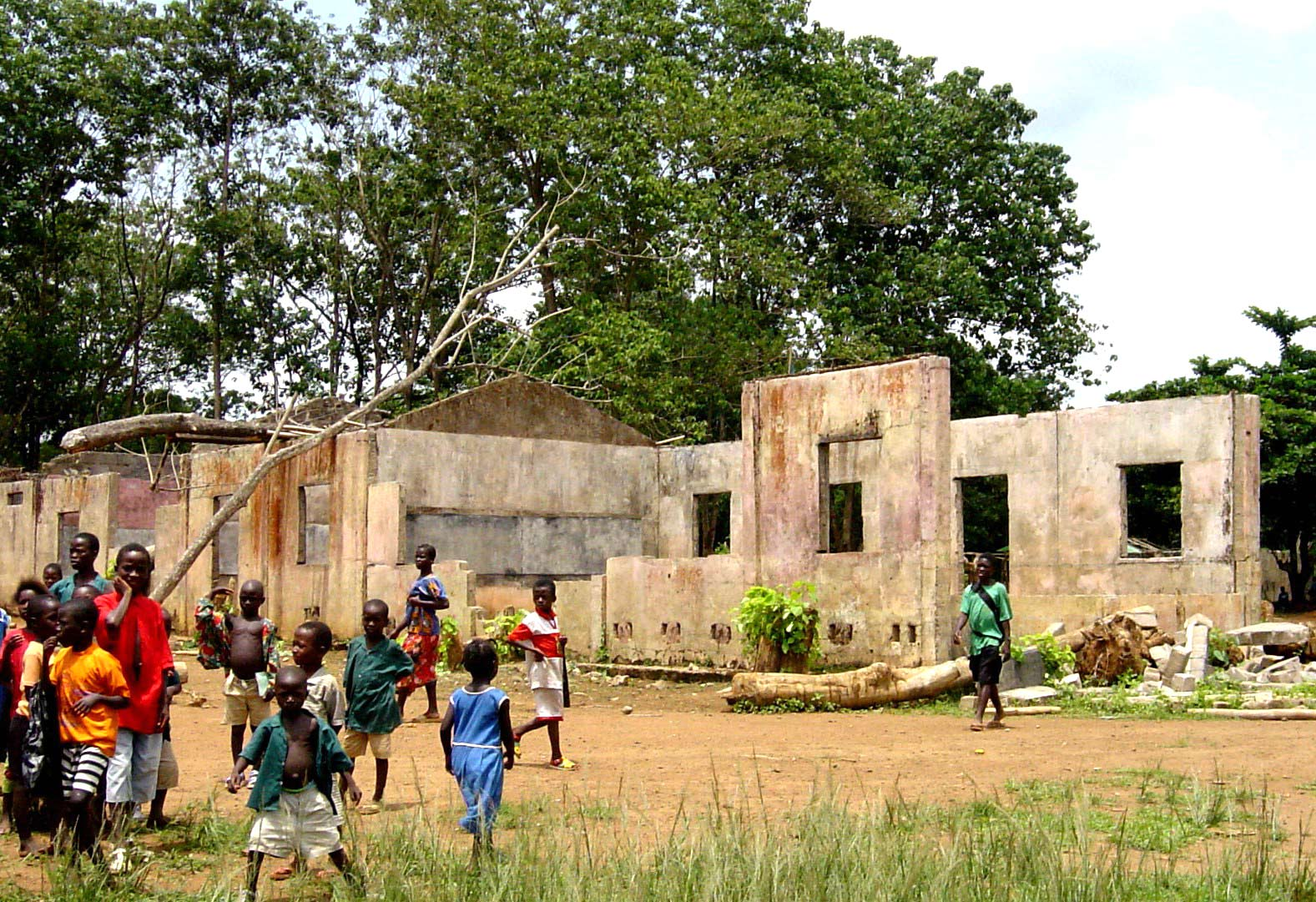
코인두의 한 학교는 내전 중에 파괴되었고, 총 1,270개의 초등학교가 전쟁으로 파괴되었다.

이웃한 라이베리아에서 벌어진 잔혹한 내전은 시에라리온에서의 전투 발발에 부인할 수 없는 역할을 했다. 보도에 따르면 라이베리아 국민애국전선의 지도자 찰스 테일러는 스티븐스와 모모 정부의 비평가였던 전 시에라리온 육군 상병 포다이 상코의 지휘 아래 혁명 연합 전선(RUF)을 결성하는데 도움을 주었다. 상코는 뱅구라 준장의 동맹이었고, 뱅구라의 처형 이후 반란을 일으킨 사람들 중 하나였다. 상코는 영국 훈련을 받았고 리비아에서 게릴라 훈련을 받았다. 테일러의 목표는 시에라리온에서 나이지리아가 지배하는 평화유지군의 기지를 공격하는 것이었다. 1991년 3월 상코의 RUF 반군이 입성하여 한 달 만에 코노구의 다이아몬드 채굴 지역을 포함한 동 시에라리온의 대부분을 장악했다. 붕괴된 경제와 부패에 압도당한 시에라리온 정부는 큰 저항을 할 수 없었다.
이때 모모 정부는 무너지고 있었다. 모모 대통령이 정치개혁에 대해 진지하지 않다는 의혹이 제기되는 가운데 정부 고위 간부 몇 명이 야당 창당을 위해 사퇴한 바 있다. 권력 남용은 계속되었고 APC는 1992년 말로 예정된 다당제 총선을 앞두고 무기를 사재기하고 야당에 대한 폭력적인 캠페인을 계획했다는 주장이 제기되었다. 그 주는 공무원 놀이를 할 수 없었고, 학교가 문을 닫았을 때 정부 재산의 약탈과 목적 없는 젊은이들의 인구로 이어졌다.

## 같이 보기
- 아프리카의 역사
- 시에라리온의 대통령